# Zapuže pri Kostelu
Zapuže pri Kostelu so naselje v Občini Kostel.